# Hoegaarden
Hoegaarden este o comună în provincia Brabantul Flamand, în Flandra, una dintre cele trei regiuni ale Belgiei. Comuna este formată din localitățile Hoegaarden, Meldert și Outgaarden. Suprafața totală este de 33,93 km². Comuna Hoegaarden este situată în zona flamandă vorbitoare de limba neerlandeză a Belgiei. La 1 ianuarie 2008 comuna avea o populație totală de 6.356 locuitori.
Comuna este cunoscută datorită berăriei Hoegaarden, ce produce berea omonimă. Marca aparține actualmente grupului InBev iar cea mai cunoscută bere ce poartă numele Hoegaarden este o bere albă. 
1. ↑  Crossroad Bank of Enterprises, accesat în 14 iulie 2023